# Friedrich Krabbenhöft

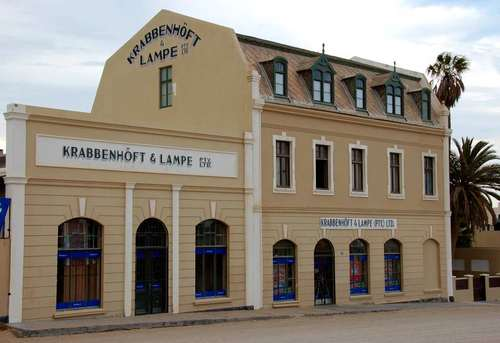
Krabbenhöft-und-Lampe-Gebäude in Lüderitz

Friedrich Wilhelm Krabbenhöft (* 14. September 1853 in Fockbek bei Rendsburg, Deutscher Bund; † 1. Januar 1923 im Deutschen Reich) war ein deutscher Kaufmann in Deutsch-Südwestafrika und Südwestafrika. Er gilt als Gründer des ältesten bestehenden (Stand Juni 2020) Unternehmens Namibias, F. W. Krabbenhöft.
Krabbenhöft erlernte den Beruf des Gerbers, ehe es ihn 1879 nach Kapstadt (Kapkolonie) zog. Wenig später erhielt der arbeitslose Krabbenhöft eine Anstellung als Polizist in Upington, ehe er bereits ein Jahr später sein Unternehmen in Keetmanshoop gründete. 1906 nahm er Oskar Lampe als Mitgesellschafter in die nun als Krabbenhöft & Lampe bekannte Firma auf. 1909 wird in Lüderitz der Hauptsitz des Unternehmens, das seit 1979 unter Denkmalschutz gestellte Krabbenhöft-und-Lampe-Gebäude, von Bauingenieur Friedrich Kramer errichtet.
1881 wurde Krabbenhöft vom Missionar Tobias Fenchel mit Lucie Forbes aus der Kapkolonie verheiratet. Ihr Sohn Johannes Wilhelm „Willy“ wurde am 20. September 1882 geboren.
1923 starb Krabbenhöft in Deutschland. Er hinterließ zahlreiche Farmen im Gibeon-Gebiet: „Aretitis“ (15.993 ha), „Dickdorn“ (10.287 ha) sowie „Gocharus“ (12.022 ha) und einen Grundbesitz von 5000 ha im Stadtgebiet von Keetmanshoop. Das Unternehmen ging nicht an seinen Sohn über, vermutlich da dieser 1910 als „farbiger Deutscher“ deklariert wurde und somit nicht alle Rechte erhielt.